# Wieder in Wittstock
Wieder in Wittstock ist ein Dokumentarfilm des DEFA-Studios für Dokumentarfilme von Volker Koepp aus dem Jahr 1976.

## Handlung
Ein Jahr ist vergangen und das Filmteam um Volker Koepp ist 1975 wieder in Wittstock, um nachzuschauen, was es Neues im VEB Obertrikotagenbetrieb „Ernst Lück“ Wittstock/Dosse gibt. Es wird weiterhin viel gebaut, und inzwischen hat sich die Zahl der Mitarbeiter auf 2.000 Kolleginnen und Kollegen verdoppelt. Werk auf der Wiese wird der OTB manchmal genannt, im letzten Jahr wurden 400 neue Lehrlinge eingestellt, eine zweite große Werkhalle ist im Rohbau fertig und das Ledigenwohnheim ist bezogen. Stupsi und Edith aus dem ersten Teil treffen sie, wie viele andere ebenfalls, auch wieder.
Stupsi, die ja eigentlich Elsbeth heißt, hat sich im Dezember vergangenen Jahres verliebt und wird von dem Jungen schwanger. Dessen Eltern haben etwas gegen die Verbindung, da er zwei Jahre jünger als Stupsi ist. Als dann auch noch feststeht, dass sie von ihm schwanger ist, trennt er sich im Mai wieder von ihr, da er Angst hat, deshalb zu Hause vor die Tür gesetzt zu werden. Edith ist immer noch hinter der Wahrheit her, denn es hat sich nichts geändert, die Leute, die einem die Wahrheit sagen, muss man suchen. Bereits im ersten Teil ist ihre Wahrheitsliebe ein Thema, wegen der sie sich viel Ärger eingehandelte. Jetzt hat sie keine Lust mehr, worauf, wird noch zur Sprache kommen.
In einer Nachtschicht November 1975
Die Näherinnen aus der Jugendschicht kommen an ihren Arbeitsplatz. Das Werk steht in einer landwirtschaftlichen Gegend, was für die Jugendlichen, aber auch für die Leitungen Probleme mit sich bringt. Jetzt kommt auch noch das Gerücht auf, dass die Jugendschicht an letzter Stelle in der Qualität und Quantität steht. Die Mädchen gehen recht offen mit der Problematik um und sehen auch ein, dass sie selbst einen Teil Schuld daran tragen. Sie sehen aber auch die Mitverantwortung in der Leitung und in der Arbeitsvorbereitung, über viele Vorschläge der Mädchen, zu Verbesserungen im Produktionsablauf, wird schon seit Jahren diskutiert. Der dazu befragte Parteisekretär der SED erklärt dazu, dass es vielen jungen leitenden Kräften noch an Erfahrung fehlt. Das Hauptanliegen muss sein, die mittlere Leitungsebene weiter zu qualifizieren, denn bisher haben diese Mitarbeiter häufig kein größeres Wissen, als die Kolleginnen am Band. Bärbel ist solch ein Beispiel, sie hat im Februar ausgelernt und wird sofort als Lehrausbilderin eingesetzt.
Nun erzählt Stupsi wieder über sich, dass sie die Schule nach der achten Klasse verlassen hat, dann hat sie im OTB zweieinhalb Jahre gelernt, was ihr sehr gefallen hat. Die 10. Klasse hat sie nachgemacht und ist im Betrieb in die Endkontrolle gekommen. Wenn sie nach der Schicht nach Hause kommt, geht sie einkaufen, räumt ihr Zimmer ein wenig auf und geht dann ins Kino oder in die Diskothek, denn etwas anderes kann man in dieser Gegend nicht machen. Anschließend werden von ihr Aufnahmen beim Tanz gezeigt, die beweisen, wie genervt sie von den betrunkenen Jungen ist. Weil es in Wittstock so eintönig und langweilig ist, würde sie auch einmal für kurze Zeit wegfahren wollen.
Edith, im ersten Teil noch Bandleiterin, ist wieder Näherin. Als Grund gibt sie an, dass sie immer Ärger hatte, auch weil sie mal einen Leiter kritisierte, der falsche Anweisungen zum Arbeitsablauf gab, was dieser später abstritt. Daraufhin sagte sie auf einer großen Versammlung, dass die Näherinnen nicht die Abläufe kennen können, wenn die Leitung diese noch nicht einmal kennt. Darauf bekommt sie zu hören, wenn es noch einmal solch eine Kritik gibt, muss sie zurück an die Nähmaschine. Als sie deshalb die Lust verlor, weiterhin als Bandleiterin tätig zu sein, will sie zurück an die Maschine. Das wird aber nicht zugelassen und sie soll in eine andere Abteilung strafversetzt werden. Da alle Aussprachen ohne Gegenwart des FDGB abliefen, was in der DDR vorgeschrieben war, ging Edith zur Gewerkschaft und wurde dann, ihrem Wunsch entsprechend wieder am Band eingesetzt. Sie glaubt nicht, wieder einmal den Posten einer Bandleiterin besetzen zu wollen, denn die Probleme mit der Leitung sind doch zu groß.
Zwischenaufenthalt in Blandikow
Das Dorf Blandikow liegt neun Kilometer vor Wittstock, hier wohnen die Schwestern Bärbel und Edeltraut bei ihren Eltern. Bärbel ist 18 und Edeltraut 20 Jahre alt. Nach Wittstock wollen beide nicht ziehen, sie werden wie die meisten Arbeiterinnen des OTB mit Autobussen von den Dörfern in den Betrieb gefahren und auch wieder zurückgebracht. Die Verbindung des Dorfes zum Betrieb merkt man daran, dass alle in den dort hergestellten Pullovern rumlaufen. Die Freizeit besteht darin, dass die Mädchen in die Kneipe oder Tanzen gehen. Beide wollen in ein bis zwei Jahren eventuell heiraten, so lange will Bärbel wenigstens noch im Betrieb bleiben, während Edeltraut sagt, dass es ihr nicht mehr so viel Spaß macht wie früher, da so viele von den Alten den Betrieb verlassen. Bärbel meint auch noch, dass sie als Lehrausbilderin viel zu wenig Unterstützung von der Leitung bekommt.
Von der Verantwortung
Edith äußert sich, dass man nicht nur für sich so allein dahin lebt. Sie will erreichen, dass man sagt, der OTB ist ein guter Betrieb, der den Plan schafft und auch gute Produkte auf den Markt bringt. Sie ist überzeugt davon, dass fast alle ihr Bestes für den Betrieb geben. Stupsi erzählt noch, dass sie ihr Kind verloren hat. Wenn es nicht so gekommen wäre, hätte sie es auf jeden Fall behalten und allein großgezogen. Was die Leute dazu gesagt hätten, wäre ihr egal gewesen. Nach Bulgarien möchte sie gern einmal fahren und später eine glückliche Ehe führen, falls sie mal heiratet. Aufhören im Betrieb möchte sie nicht, denn die Arbeit in der Endkontrolle macht ihr Spaß, auch wenn es noch einige Probleme gibt und gegen das Tragen einer kleinen Verantwortung hat sie auch nichts. Die Sache mit ihrem ehemaligen Freund ist endgültig vorbei, damit würde sie gar nicht erst wieder anfangen. Die Angelegenheit ist vorbei, sie hat sie bereits vergessen.
Edith wird kurz vor der Abreise des Filmteams zur Parteigruppenorganisatorin der SED gewählt. Sie ist sich sicher, auf diesem Weg etwas im Betrieb bewirken zu können.

## Produktion und Veröffentlichung
Wieder in Wittstock wurde unter dem Arbeitstitel Junge Arbeiterinnen von der Künstlerischen Arbeitsgruppe „document“ als Schwarzweißfilm gedreht. Er hatte am 17. September 1976 seine Premiere.
Die Dramaturgie lag in den Händen von Wolfgang Geier.
Dieser Film ist der zweite Teil einer, ursprünglich nicht als solchen geplanten, siebenteiligen Langzeitdokumentation.

## Kritik
Mimosa Künzel schrieb in dem Bericht über ihre Eindrücke vom II. Leistungsvergleich des Dokumentar- und Kurzfilms der DDR in Kino und Fernsehen in der Neuen Zeit:

„Eine runde geschlossene Arbeit leistete Volker Koepp mit ‚Wieder in Wittstock‘; junge Konfektionsnäherinnen erzählen frisch, frei, ohne Hemmungen, teilweise telegen wie perfekte Schauspielerinnen, was ihnen gefällt, was sie ärgert, mit welchen Problemen und Enttäuschungen sie fertig zu werden haben.“